# Stephen Jones (modiste)
Pour les articles homonymes, voir Jones.
Ne doit pas être confondu avec Stephen Jones (joueur de rugby).
Stephen Jones est un modiste britannique né en 1957 près de Liverpool, considéré comme l'un des modistes les plus radicaux et les plus importants de la fin du XXe siècle et du début du XXIe siècle. Il est également l'un des plus prolifiques, ayant créé des chapeaux pour les défilés de nombreux créateurs de mode, dont notablement pour John Galliano, mais également pour l'aristocratie, pour la famille royale dont plusieurs pour la princesse de Galles. Son travail est connu pour sa fantaisie et son haut niveau d'expertise technique. 

## Biographie

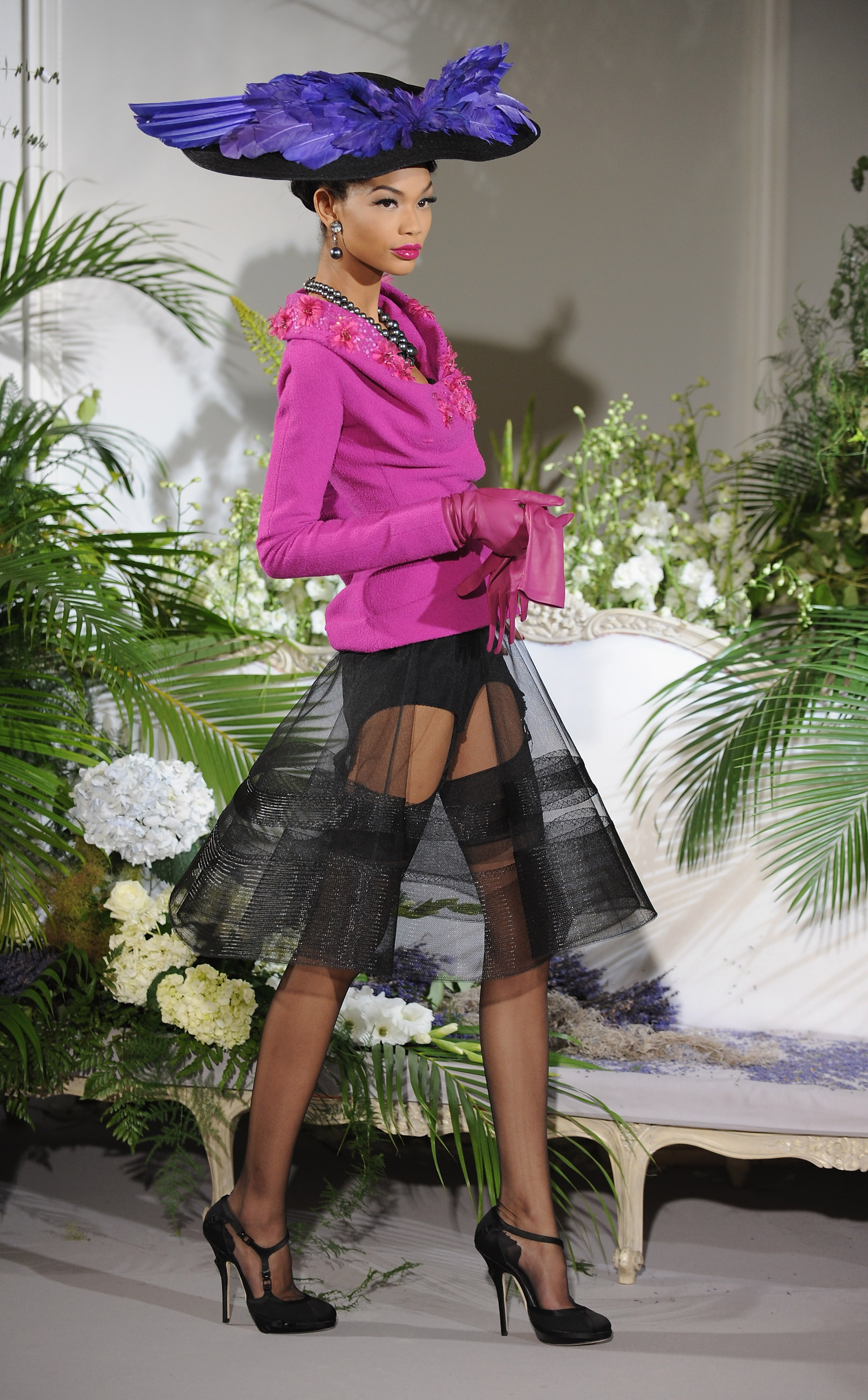
Chanel Iman avec un chapeau de Stephen Jones pour Christian Dior Haute Couture par John Galliano, Automne-Hiver 2009–10.

Fils d'ingénieur et d'une mère au foyer, Stephen Jones grandi à Liverpool. Il intègre le Liverpool College (en) en 1975 puis va à la High Wycombe School of Art (en). Il est diplômé de Saint Martin’s School of Art.
Sa première collection est pour la marque italienne Fiorucci (en) en 1979, puis il ouvre sa propre boutique l'année d'après : à la même époque, il fréquente l'éphémère club le Blitz (en), épicentre des Nouveaux Romantiques,. C'est Steve Strange, propriétaire du Blitz, qui finance le premier lieu de Stephen Jones. Ses extravagants chapeaux pour les « Nouveaux Romantiques » et son apparition dans un clip Do You Really Want to Hurt Me du chanteur Boy George font qu'il est remarqué par Jean-Paul Gaultier : il part pour Paris et le couturier français va lui présenter ses amis Thierry Mugler, Claude Montana, ou Azzedine Alaïa,.
Il collabore également pour le domaine de la musique, réalisant des chapeaux pour Madonna, U2, Boy George, Beyoncé, Rihanna ou Lady Gaga, ainsi que pour le cinéma dans les films Jurassic Park en 1993 ou Les 101 dalmatiens en 1996,.
Pour la mode, il crée au cours de sa carrière des chapeaux pour les défilés de plusieurs créateurs de mode, tels que John Galliano chez Givenchy puis Dior avec qui il entretiendra une relation fusionnelle. Mais également Vivienne Westwood, Rei Kawakubo pour Comme des Garçons, Walter Van Beirendonck, Marc Jacobs pour Louis Vuitton,, Thom Browne, Jeremy Scott pour Moschino, Raf Simons ou plus récemment Maria Grazia Chiuri,. Il reste d’ailleurs un fidèle de Dior depuis plusieurs décennies, considéré comme le modiste attitré de la maison,,.
Au sein de sa marque homonyme, il possède plusieurs lignes de produits : Millinery (haut de gamme), Miss Jones pour femme, ou encore JonesBoy pour  homme ; il réalise également sur-mesure. Il est aussi grand amateur de parfum et en créé parfois.

## Expositions notables
- Stephen Jones a coorganisé l'exposition Hats: An Anthology by Stephen Jones de 2009 pour le Victoria and Albert Museum[4].
- Hat-ology, Milan, 22 septembre au 30 novembre 2013, exposition commémorative en l'honneur d'Anna Piaggi avec 200 créations de Stephen Jones (curateur de l'exposition) sur les 380 modèles exposés[7],[11],[12].
- Chapeaux Dior ! L’art du chapeau de Christian Dior à Stephen Jones, Musée Christian-Dior, 14 mai - 30 octobre 2022[4].
- Stephen Jones, chapeaux d'artistes, plus de 400 pièces exposées du 19 octobre 2024 au 16 mars 2025, Palais Galliera, musée de la Mode de la ville de Paris[6],[9],[13],[14].